# 팻 투미
패트릭 조지프 "팻" 투미(1961년 11월 17일 ~ )는 미국의 정치인·금융인이다. 케미컬은행과 모건 그렌펠에서 근무하였으며 1999년부터 2005년까지 연방 하원의원을 지냈다. 2011년부터 연방 상원의원을 지내고 있다.

## 역대 선거 결과
| 선거명      | 직책명                             | 대수  | 정당   | 득표율 | 득표수      | 결과 | 당락                         |
| ----------- | ---------------------------------- | ----- | ------ | ------ | ----------- | ---- | ---------------------------- |
| 1998년 선거 | 하원의원 (펜실베이니아 제15선거구) | 106대 | 공화당 | 54.98% | 81,755표    | 1위  | 펜실베이니아주 하원의원 당선 |
| 2000년 선거 | 하원의원 (펜실베이니아 제15선거구) | 107대 | 공화당 | 53.25% | 118,307표   | 1위  | 펜실베이니아주 하원의원 당선 |
| 2002년 선거 | 하원의원 (펜실베이니아 제15선거구) | 108대 | 공화당 | 57.36% | 98,493표    | 1위  | 펜실베이니아주 하원의원 당선 |
| 2010년 선거 | 상원의원 (펜실베이니아 제3부)      | 112대 | 공화당 | 51.01% | 2,028,945표 | 1위  | 펜실베이니아주 상원의원 당선 |
| 2016년 선거 | 상원의원 (펜실베이니아 제3부)      | 115대 | 공화당 | 48.77% | 2,951,702표 | 1위  | 펜실베이니아주 상원의원 당선 |